# Institut für Kulturanthropologie des Oldenburger Münsterlandes
Das Institut für Kulturanthropologie des Oldenburger Münsterlandes e. V. (Kurzbezeichnung: KAI-OM) ist eine als eingetragener Verein organisierte Forschungseinrichtung mit Sitz in der nordwestdeutschen Stadt Cloppenburg (Bundesland Niedersachsen), die als An-Institut der Universität Vechta fungiert. Als gemeinsame Träger des Institutes – das im Oktober 2018 gegründet und im Januar 2020 offiziell eröffnet wurde – agieren das Museumsdorf Cloppenburg, die Universität Vechta sowie die beiden Landkreise Cloppenburg und Vechta. Weitere wichtige Partner sind der Heimatbund Oldenburger Münsterland, die Bernhard-Remmers-Akademie aus Löningen und die Anna-und-Heinz-von-Döllen-Stiftung aus Diepholz.

## Beschreibung

### Zielsetzung
„Ziel ist die kulturwissenschaftliche Inwertsetzung der Region durch wissenschaftliche Forschung statt der resignativen Akzeptanz von Stereotypen. Mit dem vorgesehenen Konzept entsteht in der Region erstmalig im deutschsprachigen Raum eine institutionalisierte Kooperation zwischen Universität und Museum, wodurch der Landkreis Cloppenburg im kulturellen Bereich weiter aufgewertet [wird].“

Der Gründung des KAI-OM lag die Feststellung zugrunde, dass im Zuge der rasanten Globalisierung verstärkt regionale Kulturen und Identitäten in den Mittelpunkt rücken, diese jedoch nicht ausreichend wissenschaftlich erforscht würden. Hinzu kam, dass die Außenwahrnehmung des Oldenburger Münsterlandes – obschon seit mehreren Jahrzehnten eine prosperierende Region – vielfach durch negative Stereotype geprägt sei. Diese ergäben sich vor allem aus negativen Konnotationen bezüglich der intensiven Agrarindustrie, die die Region bestimme, mit Schlagwörtern wie Massentierhaltung, Nitratgehalt oder Trinkwasserbelastung. Befürworter des KAI-OM argumentierten, dass die Agrarindustrie „wegen Geld bewundert und wegen Kulturlosigkeit verachtet“ werde und dass Menschen, historische Gegebenheiten und Entwicklungen haben kaum eine Chance hätten, im öffentlichen Diskurs Beachtung zu finden.
Ein weiterer Faktor, der im Vorfeld der Institutsgründung angesprochen wurde, war die Tatsache, dass der Landkreis Cloppenburg kein Wissenschaftsstandort sei. An den naheliegenden Universitäten mit volkskundlicher Ausrichtung (wie beispielsweise der Universität Münster und der Georg-August-Universität Göttingen) fand keine regionale Forschung mehr statt und an der Carl-von-Ossietzky-Universität Oldenburg sowie der Universität Vechta gab es keine kulturanthropologischen oder volkskundlichen Institute. Eine Erforschung der reichhaltigen regionalen Kultur des Oldenburger Münsterlandes – der historischen ebenso wie der gegenwärtigen – fände daher kaum statt, sodass Themen wie etwa Traditionen, soziale Umbrüche, Abgrenzungen, religiöse Entwicklungen und die Globalisierungsfolgen für Lebensgewohnheiten weitgehend unbeachtet blieben. Dem KAI-OM wurde im Vorfeld der Gründung eine große Chance zugesprochen, die Region „in all ihrer Vielschichtigkeit und ihrer historischen und aktuellen Bedeutung zu erforschen und überregional, national und sogar international bekannter zu machen“.

### Gründungsgeschichte und Finanzierung
Nachdem in den zwei Wochen zuvor der Ausschuss für Kultur und Freizeit sowie der Kreisausschuss über die Vorlage beraten hatten, stimmte am 19. Juni 2018 der Kreistag des Landkreis Cloppenburg mit 22:12 Stimmen für die Gründung des Institutes. Die CDU – die die absolute Mehrheit innehatte – votierte dafür, während die Fraktionen und Gruppen von Die Linke, SPD und Bündnis 90/Die Grünen/Unabhängige Wählergemeinschaft Cloppenburg gegen den Antrag stimmten. Letztere empfanden zwar die Idee eines solchen Institutes als interessant, konnten allerdings die Rolle des Landkreises Cloppenburg nicht nachvollziehen. Sie sahen keinen Grund, sich als Landkreis an dem Projekt zu beteiligen. Außerdem könne die Unterbringung des Instituts im Wärterhaus des Museumsdorfes nicht ohne Kosten umgesetzt werden und diese Finanzierung wäre unklar. Die SPD-Fraktion zweifelte kulturwissenschaftliche Defizite im Landkreis Cloppenburg an und verwies auf die Heimatvereine im dörflichen Bereich. Durch das Vorhaben würde keine Imageverbesserung des Landkreises erreicht; außerdem erwartete man hohe Folgekosten. Zudem würde eine wissenschaftlich-kulturelle Aufarbeitung lediglich die Eliten ansprechen, die sich bereits ohne das Institut über die betreffenden Themen informieren könnten.
Am 15. Oktober 2018 erfolgte die offizielle Gründung des Institutsvereins, wobei die Gründungsurkunde von Burghart Schmidt (Präsident der Universität Vechta), Julia Schulte to Bühne (Direktorin des Museumsdorfes Cloppenburg), Uwe Meiners (vorheriger Direktor des Museumsdorfes Cloppenburg), Johann Wimberg (Landrat des Landkreises Cloppenburg), Gisela Lünnemann (Geschäftsführerin des Heimatbundes Oldenburger Münsterland) sowie von Gerd-Dieter Sieverding und Heinz von Döllen (beide Unternehmer und Stifter) unterzeichnet wurde. Im Januar nahm die Forschungseinrichtung ihre Arbeit auf und am 14. Januar 2020 wurde der Sitz des KAI-OM im ehemaligen Wärterhaus des Museumsdorfes Cloppenburg im Rahmen eines feierlichen Empfangs offiziell eröffnet.
Zur Finanzierung des Instituts stellt der Landkreis Cloppenburg jährlich finanzielle Mittel in Höhe von 170.000 Euro zur Verfügung. Der Cloppenburger Landrat Johann Wimberg bat den Landkreis Vechta, der Initiative beizutreten und das neue Institut mit jährlich 40.000 Euro zu fördern. Mit Beschluss vom 13. Juni 2019 kam der Vechtaer Kreistag dieser Bitte nach und die Weitergewährung dieses Vechtaer Betrages läuft bis zum Jahr 2028.

### Forschung
Hauptsächliche Forschungsgegenstände des Institutes sind die historische und die gegenwärtige Alltagskultur des Oldenburger Münsterlandes sowie die vielfältigen Lebensgewohnheiten und Traditionen der Region. Dabei werden regelmäßig die Fachgebiete Soziologie, Religionsethnologie, Humangeographie, Regionalgeschichte, Landesgeschichte und Landeskunde – oftmals mit fließenden Übergängen – behandelt. Die Wissenschaftler wollen darüber hinaus „Zukunftsfragen nach dem Wohnen, Leben und Arbeiten beantworten“ und durch die Dokumentation ihrer Ergebnisse zeigen, „welche Identität und Werte die Menschen im Oldenburger Münsterland teilen.“ Dadurch sollen der Bevölkerung Heimatgefühl und regionale beziehungsweise lokale Verbundenheit nähergebracht werden. Zur Forschung wird unter anderem die vorhandene Infrastruktur der Universität Vechta und des Museumsdorfes Cloppenburg genutzt. Die Universität als einer der Träger legt Wert darauf, auch über das KAI-OM den Wissenstransfer in die Gesellschaft zu gewährleisten. Daher werden die Forschungsergebnisse des Instituts in enger Zusammenarbeit mit dem Museumsdorf und den übrigen Partnern der Öffentlichkeit präsentiert. Seit 2020 fungiert das KAI-OM zusammen mit drei partnerschaftlich verbundenen Instituten und Vereinen – dem LVR-Institut für Landeskunde und Regionalgeschichte (Bonn), der Westfälischen Vereinigung für Volkskunde e. V. (Münster) sowie der Rheinischen Vereinigung für Alltagskulturforschung e. V. (Bonn) – außerdem die wissenschaftliche Fachpublikation Rheinisch-westfälische Zeitschrift für Volkskunde.
Erforscht werden beispielsweise weltliche Gebräuche und Feierrituale von Jugendlichen und Heranwachsenden in der Region, die scheinbaren Widersprüche zwischen Weltläufigkeit und lokaler Verbundenheit, die Veränderung der Kulturlandschaft, die Situation des kulturellen Erbes der Region sowie der demographische Wandel durch Zuzug und Änderungen in religiösen und familiären Strukturen. Darüber hinaus beschäftigt sich das Institut mit der Frage, inwiefern der Strukturwandel die regionalen Landwirte trifft und deren Selbstverständnis beeinflusst. Die Bauernhöfe werden dabei als die Keimzellen des Wohlstands der Region verstanden und es wird analysiert, wie das Verhältnis der Menschen zu ihnen ist, aus welchen Beweggründen Landwirte ihre Höfe auf- oder weitergeben und welche Rolle sie in der dörflichen Gemeinschaft einnehmen.
Als eine von zwölf Initiativen der Reihe „Zukunftsdiskurse“ des Niedersächsischen Ministeriums für Wissenschaft und Kultur erhielt das Forschungsprojekt „Zukunft der Dörfer“ des Instituts und der Universität Vechta im Januar 2019 eine auf 15 Monate ausgelegte Förderung von rund 100.000 Euro aus Mitteln des Förderprogramms „Niedersächsisches Vorab“ der Volkswagenstiftung. Ein weiteres Projekt des KAI-OM – mit 200.000 Euro von einer katholischen Stiftung unterstützt – untersucht die Frömmigkeit der regionalen Bevölkerung und die weltweite Missionsarbeit durch Nonnen aus dem Oldenburger Münsterland. Mit der Wossidlo-Forschungsstelle für Europäische Ethnologie/Volkskunde der Universität Rostock besteht außerdem eine Kooperation zur Untersuchung ehrenamtlicher Kulturarbeit im ländlichen Raum. Der Fokus im Oldenburger Münsterland liegt dabei einerseits auf Ortschronisten, aber auch auf darstellender Kunst wie beispielsweise Laienbühnen, Chören und Musikvereinen.

### Mitarbeiter
Zur Geschäftsführerin des KAI-OM wurde bei der Gründung 2018 die habilitierte, bis dato freiberufliche Kulturanthropologin Christine Aka berufen, deren Forschungsschwerpunkte auf der Religionsethnologie und der Kultur ländlicher Räume liegen. Sie hatte zuvor unter anderem am Krippenmuseum Telgte gearbeitet und freiberuflich zur Religionsethnologie geforscht. Darüber hinaus nahm sie Vertretungsprofessuren in Regensburg, Münster, Bonn und Mainz wahr. Neben ihr verfügt das Institut (Stand: September 2024) über fünf wissenschaftliche Mitarbeiter und eine wissenschaftliche Volontariatsstelle.
Der Vorstand des Vereines setzt sich aus drei Vertretern der ursprünglichen Träger (Museumsdorf Cloppenburg, Landkreis Cloppenburg und Universität Vechta) zusammen. Darüber hinaus existiert ein Institutsrat, der laut Vereinssatzung aus mindestens acht Mitgliedern bestehen soll und paritätisch mit zwei Angehörigen der Universität Vechta, des Landkreises Cloppenburg und externen Vertretern aus Verbänden oder Wirtschaftsunternehmen besetzt ist. Er berät das Institut in seiner wissenschaftlichen Arbeit sowie in seiner strategischen Planung und Schwerpunktsetzung.
| Name              | Entsendende Institution                          |
| ----------------- | ------------------------------------------------ |
| Torsten W. Müller | Museumsdorf Cloppenburg                          |
| Michael Schimek   | Museumsdorf Cloppenburg                          |
| Burghart Schmidt  | Universität Vechta                               |
| Lina Franken      | Universität Vechta                               |
| Anne Tapken       | Landkreis Cloppenburg                            |
| Iris Wichmann     | Landkreis Cloppenburg                            |
| Uwe Meiners       | Oldenburgische Landschaft KdöR                   |
| Gisela Lünnemann  | Heimatbund für das Oldenburger Münsterland e. V. |

## Weblink
- https://kai-om.de/